# Sint-Martinuskerk (Beegden)

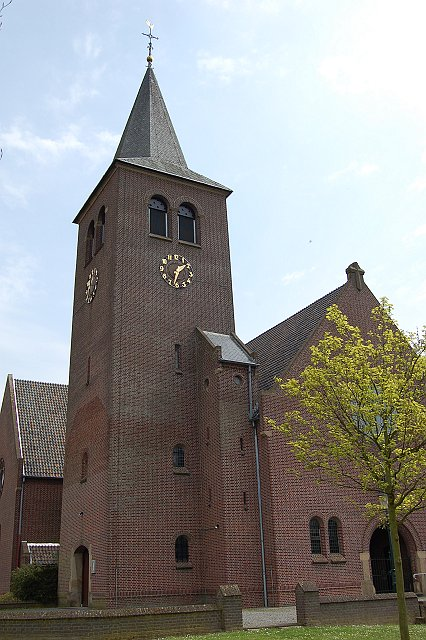
Sint-Martinuskerk

De Sint-Martinuskerk is de parochiekerk van Beegden, gelegen aan Kerkstraat 1, in de Nederlandse gemeente Maasgouw.
Het bouwwerk is een gemeentelijk monument.

## Geschiedenis
Na de verwoesting van de kerk, einde 1944, werden opgravingen verricht, waarbij een fundament van Maaskeien werd gevonden dat vermoedelijk uit de 13e eeuw stamde en toebehoorde aan een zaalkerkje. In 1242 was er overigens voor het eerst schriftelijk sprake van een parochie. Omstreeks 1300 werd een rechthoekig koor toegevoegd. In de 16e eeuw werd het koor vergroot tot een veelhoekig koor en in 1773 werd een toren toegevoegd.
In 1868 werd de kerk vervangen door een groter, neogotisch, bouwwerk, ontworpen door H. Ketels. De 18e-eeuwse toren bleef gespaard. In 1924 werden zijbeuken toegevoegd, ontworpen door Caspar Franssen. In november 1944 werd de toren door de terugtrekkende Duitsers opgeblazen, waarbij het gehele gebouw werd verwoest.
Een nieuwe kerk, ontworpen door Joseph Franssen, werd -op dezelfde plaats als de voorganger- gebouwd in 1951 en ingewijd in 1952. In 1955 werd de toren gebouwd.

## Gebouw
het betreft een bakstenen kruiskerk met een vierkante toren die links van de voorgevel is aangebouwd en die gedekt is door een ingesnoerde naaldspits. Boven de rondbogige hoofdingang bevindt zich een Sint-Martinusbeeld.
Kenmerkend voor het interieur zijn de hoge spitsbogen, uitgevoerd in schoon metselwerk. Er is een halfronde apsis.